# Institut national de la statistique du Burundi
L'Institut national de la statistique du Burundi (INSBU), anciennement connu sous le nom de ISTEEBU, est le service officiel des statistiques du Burundi. Il a été créé initialement le  23 février 1990 ; le décret N° 100/ 59 du 18 mars 2008 pris par le Président de la République révise et complète les dispositions de la loi statistique de 2007 sur le statut de l'ISTEEBU, établissement public à caractère administratif doté de la personnalité juridique et de l'autonomie financière, et placé sous la tutelle technique du Ministère chargé de la statistique et la tutelle financière du Ministère chargé des finances.
L'INSBU est une des composantes du système statistique national du Burundi, qui selon la loi statistique de 2007, comprend aussi : le Conseil national de l'information statistique, les services chargés d’élaborer des données statistiques placés auprès des départements ministériels et des organismes publics et parapublics, et les écoles et institutions nationales de formation statistique et démographique.

## Mission
En vertu de la loi statistique de 2007 et du décret de 2008, l'INSBU assure la coordination technique des activités du système statistique national et réalise lui-même les activités de production et de diffusion des données statistiques pour les besoins du gouvernement, des administrations publiques, du secteur privé, des partenaires au développement et du public ; il :
- assure le secrétariat technique permanent du Conseil national de l’information statistique (CNIS) [2] ainsi que le secrétariat du Comité technique de l'information statistique (CTIS) et de ses possibles comités sectoriels [3] ;
- coordonne les activités du Comité technique de l’information statistique ;
- réalise les travaux statistiques d’envergure nationale comme recensements et enquêtes ;
- collecte, traite, analyse et dissémine les données statistiques nécessaires à l’élaboration, au suivi et à l’évaluation des stratégies de développement dans tous les domaines de la vie de la nation ;
- assure la mise en application des méthodes, concepts, définitions, normes, classifications et nomenclatures approuvés par le Comité national de l’information statistique ;
- favorise le développement de la recherche appliquée dans les domaines relevant de sa compétence ;
- promeut la formation du personnel spécialisé pour le fonctionnement du système statistique national.

Sous la supervision de l’Autorité Ministérielle de tutelle, l’INSBU est chargé du suivi de la coopération technique international en matière statistique.

## Organisation
L’Institut est administré par un Conseil d’administration de 7 membres présidé par un représentant de l'autorité de tutelle, et géré par une Direction générale.

### Conseil d'administration
Le Conseil d’administration dispose des pouvoirs les plus étendus pour administrer l’Institut, définir et orienter sa politique générale et évaluer sa gestion dans les limites fixées par son objet social. À ce titre il :
- fixe les objectifs et approuve le programme d’action annuel de l’Institut ;
- contrôle et évalue le fonctionnement et la gestion de l’Institut ;
- approuve le rapport d’activités annuel de l’Institut ;
- approuve, sur proposition du Directeur général, l’organigramme, le règlement intérieur et le règlement financier et comptable de l’Institut ;
- approuve, sur proposition du Directeur général, le statut du personnel, la grille des rémunérations et les avantages des personnels de l’Institut ;
- adopte le budget annuel de l’Institut ainsi que son programme d’investissement et arrête, de manière définitive, ses comptes et états financiers annuels ;
- autorise, sur proposition du Directeur général, l’ouverture des postes d’emploi ;
- accepte tous dons, legs et subventions.

### Direction générale
L’Institut est placé sous la responsabilité d’un Directeur général nommé par décret présidentiel sur proposition de l’autorité ministérielle de tutelle. Il est assisté des directeurs de départements. Il est chargé de l’exécution des décisions du Conseil d’administration et de la gestion quotidienne de l’Institut. À ce titre, il :
- donne toutes instructions utiles à la bonne marche de l’Institut conformément aux décisions ou recommandations du Conseil d’administration ;
- élabore les rapports et programmes d’activités soumis à l’examen du Conseil d’administration ;
- prépare le budget de l’Institut ;
- est l’ordonnateur du budget de l’Institut et des ressources financières allouées à l’Institut dans le cadre de l’exercice des projets financés par l’État et des bailleurs de fonds et partenaires au développement dont l’INSBU a la charge ;
- représente l’INSBU à toutes les manifestations requérant la participation de l’Institut et est en justice en son nom.

Le Directeur général de l’Institut assure personnellement le bon fonctionnement du Comité technique de l'information statistique et des secrétariats des comités sectoriels. À ce titre, il :
- prépare l’ordre du jour des réunions du Conseil national de l’information statistique dont il assure personnellement le secrétariat, préside le Comité technique de l’information statistique et veille à la désignation des représentants de l’Institut aux comités sectoriels ;
- prépare ou fait préparer les dossiers soumis à l’examen du Conseil national de l’information statistique, du Comité technique de l'information statistique et des comités sectoriels.

Le Directeur général peut déléguer une partie de ses pouvoirs à certains de ses collaborateurs qui lui rendent compte, en tant que de besoin, de l’utilisation de ces délégations.
La Direction générale de l’Institut est subdivisée en trois départements que sont : le Département Administratif et financier ; le Département des études et statistiques économiques et Financières ; le Département des études et statistiques démographiques et sociales. Chaque département est organisé en autant de services que de besoin.

### Adresse
Institut de statistiques et d’études économiques du Burundi (ISTEEBU) P.O.Box 1156 Bujumbura Burundi
Téléphone: (257) 22 22 67/29; Fax: (257) 22 22 26 35 ; Mobile: (257) 79 956 548 
Site :www.insbu.bi

## Histoire
- En 1948, un premier décret autorise le gouvernement à procéder à des investigations statistiques dans la colonie.
- L'indépendance de la colonie est déclarée le premier juillet 1962.
- Un arrêté de 1964 créé l’Institut Rundi de la Statistique (IRUSTAT) transformé en 1968 en une Direction des Statistiques relevant du Ministère du Plan de l'époque ; progressivement plusieurs services sectoriels de statistique sont créés dans les départements ministériels.
- En 1980, par décret, la Direction des statistiques devient le Service national des études et des statistiques.
- Dix ans plus tard, en 1990, le Service national devient l'actuel ISTEEBU dont le statut a été amélioré en 2008.

| Nom | Période |
| --- | ------- |